# Кузнецов, Леонид Иванович
Леонид Иванович Кузнецов — советский военный и государственный деятель, генерал-лейтенант.

## Биография
Родился в 1925 году в деревне Малуево. Член КПСС.
Окончил Академию Генерального штаба.
Участник Великой Отечественной войны: командир миномётного взвода 120-го гвардейского Краснознаменного стрелкового полка 39-й гвардейской стрелковой дивизии
В 1969—1971 — командир 2-й гвардейской мотострелковой дивизии.
В 1973—1974 — командующий 3-й Краснознамённой армией.
В 1977—1985 — заместитель начальника I высших офицерских курсов «Выстрел».
Делегат XXIV съезда КПСС.
Умер в 1995 году в Москве.

## Награды
- Орден Ленина
- Орден Октябрьской Революции
- Орден Отечественной войны I степени (дважды)
- Орден Отечественной войны II степени
- Орден Красной Звезды (дважды)
- Орден За службу Родине в Вооружённых Силах СССР 3 степени